# Elaphoglossum iguapense
Elaphoglossum iguapense là một loài thực vật có mạch trong họ Lomariopsidaceae. Loài này được Brade mô tả khoa học đầu tiên năm 1936.